# صندوق الثروة السيادي
صندوق الثروة السيادية أو الصناديق السيادية هو صندوق مملوك من قبل دولة يتكون من أصول مثل العقارات، أو الأسهم، أو السندات أو أصول أخرى. هي مجموعة من الأموال تعد بمليارات الدولارات تستثمرها الدول في الأسهم والسندات.
الصناديق السيادية ليست حديثة، بل يعود تاريخها إلى العام 1953 فأول صندوق سيادي في العالم أنشأته دولة الكويت تحت اسم الهيئة العامة للاستثمار ، لكنها بدأت تنشط بصورة مفرطة، مؤخراً استحوذت تلك الصناديق ضمن القطاع المالي وحده على حصص في مؤسسات عملاقة مثل مورغان ستانلي وبير ستيرن وميريل لينش وسيتي غروب ويو بي اس.

## خلفية تاريخية
تم استخدام مصطلح "صندوق الثروة السيادية sovereign wealth fund" لأول مرة في عام 2005 من قبل أندرو روزانوف في مقال بعنوان "من يمتلك ثروة الأمم؟" في المجلة المصرفية المركزية . وصفت الطبعة السابقة من المجلة التحول من إدارة الاحتياطيات التقليدية إلى إدارة الثروة السيادية ؛ بعد ذلك، اكتسب المصطلح استخدامًا واسعًا حيث ارتفعت القوة الشرائية للمسؤولين العالميين بشكل صاروخي. وقد جذب بعضها الانتباه من خلال القيام باستثمارات سيئة في العديد من الشركات المالية في وول ستريت مثل سيتي غروب، مورغان ستانلي، ميريل لينش. احتاجت هذه الشركات إلى ضخ نقدي بسبب الخسائر الناتجة عن سوء الإدارة وأزمة الرهن العقاري 2007.
تستثمر الصناديق السيادية في مجموعة متنوعة من فئات الأصول مثل الأسهم والسندات والعقارات والأسهم الخاصة وصناديق الاحتياط. تستثمر العديد من الصناديق السيادية بشكل مباشر في العقارات المؤسسية. وفقًا لقاعدة بيانات المعاملات الخاصة بمعهد Sovereign Wealth Fund، تم تسجيل حوالي 9.26 مليار دولار في معاملات صناديق الثروة السيادية المباشرة في العقارات المؤسسية للنصف الأخير من عام 2012. في النصف الأول من عام 2014، بلغت الصفقات المباشرة لصناديق الثروة السيادية العالمية 50.02 مليار دولار وفقًا لـ SWFI .

### بدايات صناديقالاستثمار
توجد صناديق الثروة السيادية منذ أكثر من قرن، ولكن منذ عام 2000، زاد عدد صناديق الثروة السيادية بشكل كبير. كانت الصناديق السيادية الأولى عبارة عن صناديق حكومية أمريكية غير فدرالية تأسست في منتصف القرن التاسع عشر لتمويل خدمات عامة محددة. وهكذا كانت ولاية تكساس الأمريكية أول من وضع مثل هذا المخطط لتمويل التعليم العام. تم إنشاء صندوق تكساس المدرسي الدائم (PSF) عام 1854 لفائدة المدارس الابتدائية والثانوية، مع صندوق الجامعة الدائم (PUF) في عام 1876 لصالح الجامعات. تم منح صندوق الجامعة الدائم الأراضي العامة، التي احتفظت الدولة بملكيتها بموجب شروط معاهدة الضم لعام 1845 بين جمهورية تكساس والولايات المتحدة. بينما تم تمويل صندوق تكساس لأول مرة من خلال اعتماد من الهيئة التشريعية للولاية، فقد حصل أيضًا على الأراضي العامة في نفس الوقت الذي تم فيه إنشاء PUF. أول صندوق سيادي تم إنشاؤه لدولة ذات سيادة هو الهيئة العامة للاستثمار الكويتي، وهو صندوق الثروة السيادية السلعي الذي تم إنشاؤه في عام 1953 من عائدات النفط قبل استقلال الكويت عن المملكة المتحدة. وبحسب العديد من التقديرات، تبلغ قيمة الصندوق الكويتي الآن حوالي 600 مليار دولار.
ومن الصناديق السيادية الأخرى المسجلة في وقت مبكر هو صندوق احتياطي معادلة الإيرادات في كيريباتي. تم إنشاؤه في عام 1956، عندما فرضت الإدارة البريطانية لجزر غيلبرت في ميكرونيزيا ضريبة على تصدير الفوسفات المستخدم في الأسمدة، وتطور الصندوق منذ ذلك الحين إلى 520 مليون دولار.

## ممتلكات الصناديق السيادية
تتفاوت الأرقام التي تحدد موجودات تلك الصناديق بشكل واسع، خاصة وأن عدداً كبيراً منها لا يعلن عن حجم أمواله، ولكن تشير دراسة لمؤسسة مورغان ستانلي أن تلك الصناديق تملك مجتمعة 2.5 ترليون دولار. أما ستاندرد تشارترد فتقدر أن حجم موجودات تلك الصناديق يعادل 12 في المائة من إجمالي القيم المتداولة في بورصة نيويورك أو 42 في المائة من إجمالي القيم المتداولة في بورصة طوكيو. بخلاف ما يعتقده البعض حول أن تلك الصناديق ظاهرة حصرية للعائلات المالكة في دول الخليج العربي فإن عدة دول حول العالم تمتلك صناديق مماثلة، ومن بينها النرويج التي تمتلك أحد أكبر الصناديق حول العالم والتي تقدر موجوداته بأكثر من 1.6 تريليون دولار.
تدير كل من سنغافورة والصين وروسيا صناديق مماثلة ذات وزن كبير، يقدر ستاندرد تشارترد حجمها بقرابة 100 مليار دولار، وكذلك أسست تشيلي وفنزويلا هيئات مشابهة. تعتبر عائدات النفط المصدر الأساسي للأموال أكبر الصناديق الاستثمارية السيادية في العالم، وبالتزامن مع ارتفاع أسعار النفط وازدياد واردات الدول المنتجة للخامات ازدادت ثروات هذه الصناديق، كما تعتبر الاحتياطيات النقدية الأجنبية مصدراً أساسياً أيضاً.
وتشير دراسات ستاندرد تشارترد إلى أن حجم الأموال التي ستمتلكها تلك الصناديق خلال عقد من الزمن ستتجاوز 13.4 ترليون دولار، فيما تقدر «مورغان ستانلي» أن تبلغ الموجودات 17.5 ترليون دولار.
يعتبر جهاز أبو ظبي للاستثمار ثاني أكبر الصناديق السيادية في العالم بعد صندوق التقاعد الحكومي النرويجي وهذا بالنظر إلى حجم موجوداته بالدولار الأمريكي ونسبة تلك الموجودات إلى إجمالي الناتج المحلي لدولة الإمارات العربية المتحدة. لكن تقديرات حجم الصندوق تتفاوت بشدة، إذ إنها تتراوح بين 250 مليار وترليون دولار، بينما يقدر ستاندرد تشارترد حجم موجودات الصندوق بقرابة 625 مليار دولار، وقد كانت عملية شراء حصة بقيمة 7.5 مليار دولار في مجموعة «سيتي غروب» خلال نوفمبر/ تشرين الثاني الماضي آخر نشاطاته البارزة.[بحاجة لمصدر]
ويرى معظم الخبراء أن ظهور تلك الصناديق ودورها العالمي مؤشر إيجابي في عالم أسواق المال، فعلى سبيل المثال، سارعت تلك الصناديق إلى ضخ الأموال في بنية اقتصاد أمريكي فيما فرّ معظم المستثمرين من السوق الأمريكية جراء المخاوف المترافقة مع احتمال تعرض ذلك الاقتصاد للركود والانكماش.
أيضاً قام جهاز أبو ظبي للاستثمار، الذي دخل مؤخراً في صفقة لشراء حصة 4.9% من مجموعة «سيتي جروب» مقابل 7.5 مليار دولار وهي الصفقة التي تعد أكبر صفقة لشراء حصة غير مسيطرة في بنك غربي، وحيث تقدر قيمة الأصول التي يديرها جهاز أبو ظبي للاستثمار بحوالي 750 مليار دولار ليصبح بذلك أكبر الصناديق السيادية على مستوى العالم، وأيضاً دولة الكويت المتمثلة بهيئة الاستثمار الكويتية بقرابة 213 مليار دولار، وصندوق دبي إنترناشونال كابيتال التابع لمجموعة دبي القابضة في استثمارات آسيوية تصل قيمتها إلى 700 مليون دولار في بنك «آي سي اس أي» الهندي، وحصة قدرت بمليار ونصف، وضعتها الشركة في شركة صناعات الإلكترونيات اليابانية سوني.[بحاجة لمصدر]
غير أن البعض يشير إلى جوانب سلبية في عمل تلك الصناديق، خاصة لجهة افتقارها إلى الشفافية في عملها، إذ أن معظمها لا يكشف عن حجمه أو نشاطه أو عوائد استثماراته وتوزعها. وأرخت هذه السرية في نشاط الصناديق السيادية بظلالها على دوافع خياراتها الاستثمارية، فبعض الدول تبدي قلقها حيال احتمال أن تقوم الدول المالكة للصناديق بممارسة نفوذها السياسي على شركات التي تستحوذ عليها وبذلك تمسك بمفاصل القرار الاقتصادي فيها. ويكمن التحدي الأساسي بالنسبة للصناديق السيادية في تبديد القلق حيال استثماراتها الإستراتيجية، فيما على الدول المستقبلة للاستثمارات عدم وضع العديد من العراقيل أمامها.[بحاجة لمصدر]

## طبيعة الصناديق وأهدافها

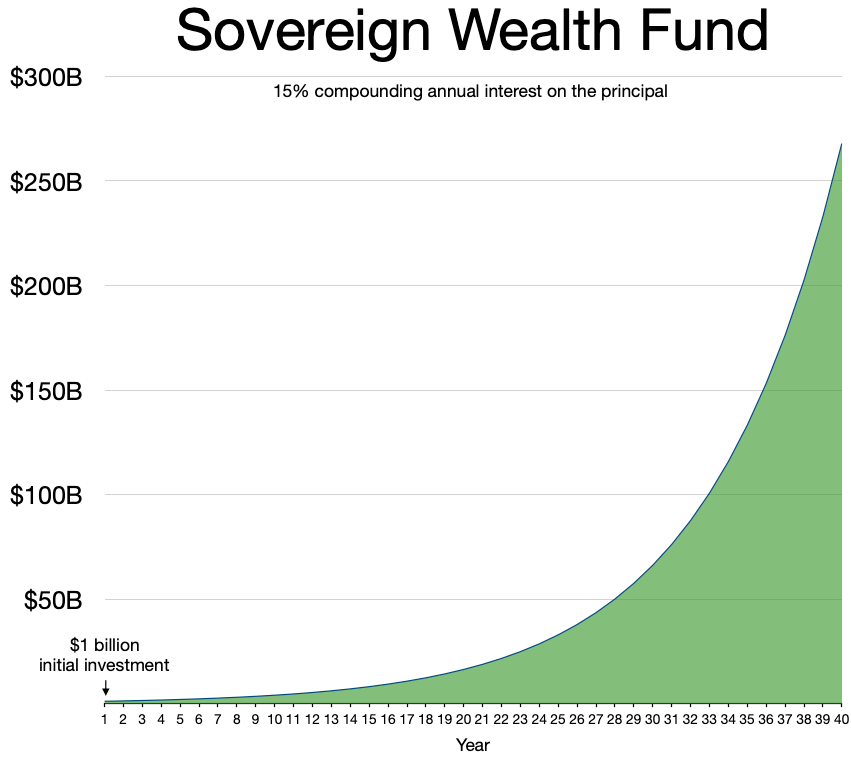
استثمار أولي لصندوق الثروة السيادية بقيمة مليار دولار 15% من فائدة مركبة سنويا

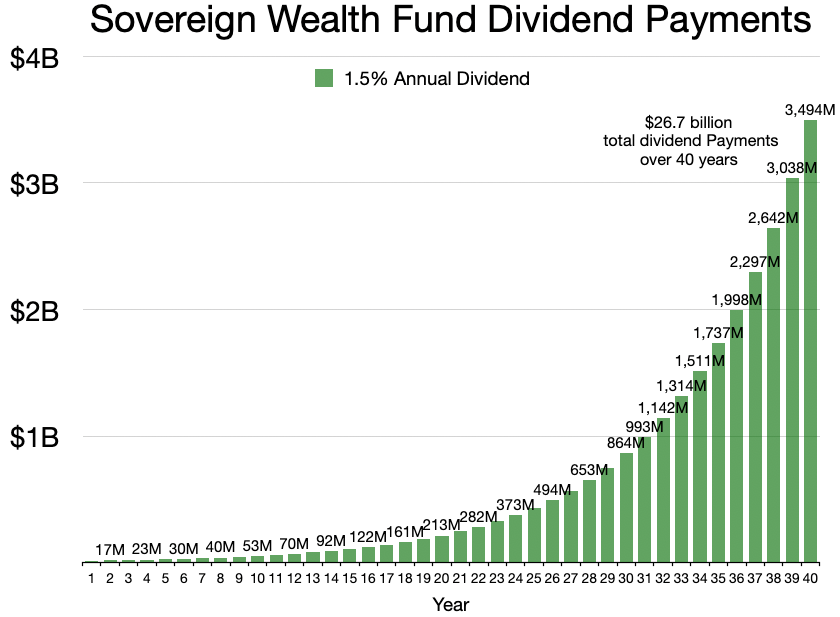
دفعات أرباح بنسبة 1.5% على الاستثمار الأولي بقيمة مليار دولار26.7 مليار دولار إجمالي مدفوعات الأرباح على مدار 40 عامًا.لم يتم إعادة استثمار أرباح الأسهم ويمكن استخدامها كإيرادات للحكومة.

عادة ما يتم إنشاء صناديق الثروة السيادية عندما يكون لدى الحكومات فائض في الميزانية ولديها ديون دولية قليلة أو معدومة. ليس من الممكن أو المرغوب دائمًا الاحتفاظ بهذه السيولة الزائدة كأموال أو توجيهها إلى الاستهلاك الفوري. هذا هو الحال بشكل خاص عندما تعتمد الأمة على صادرات المواد الخام مثل النفط أو النحاس أو الماس. في مثل هذه البلدان، يرجع السبب الرئيسي لإنشاء صندوق الثروة السيادية إلى خصائص إيرادات الموارد: التقلب الشديد في أسعار الموارد، وعدم القدرة على التنبؤ بالاستخراج لمواد الخام، واستنفاد الموارد.
هناك نوعان من الصناديق: صناديق الادخار وصناديق الاستقرار. يتم إنشاء صناديق الثروة السيادية لتحقيق الاستقرار للحد من تقلب الإيرادات الحكومية، لمواجهة الآثار السلبية لدورات الازدهار والكساد على الإنفاق الحكومي والاقتصاد الوطني. الصناديق السيادية للادخار تعمل على بناء مدخرات للأجيال القادمة. أحد هذه الصناديق هو صندوق التقاعد الحكومي في النرويج. يُعتقد أن صناديق الثروة السيادية في البلدان الغنية بالموارد يمكن أن تساعد في تجنب لعنة الموارد، لكن الأدبيات حول هذا السؤال مثيرة للجدل. قد تكون الحكومات قادرة على إنفاق الأموال على الفور، لكنها تخاطر بالتسبب في ارتفاع درجة مخاطرة الاقتصاد وتدهوره، على سبيل المثال، في فنزويلا في عهد هوغو شافيز أو إيران في عهد الشاه محمد رضا بهلوي. في مثل هذه الظروف، غالبًا ما يكون توفير المال للإنفاق خلال فترة تضخم منخفض أمرًا مرغوبًا فيه.
قد تكون الأسباب الأخرى لإنشاء صناديق الثروة السيادية اقتصادية، أو إستراتيجية، مثل صناديق الحرب في الأوقات المضطربة. على سبيل المثال، قامت هيئة الاستثمار الكويتية خلال حرب الخليج بإدارة فائض الاحتياطيات فوق المستوى المطلوب لاحتياطيات العملة (على الرغم من أن العديد من البنوك المركزية تفعل ذلك الآن). تعد مؤسسة الاستثمار الحكومية السنغافورية وتماسيك القابضة جزئيًا تعبيرًا عن الرغبة في تعزيز مكانة سنغافورة كمركز مالي دولي. ومنذ ذلك الحين، تدار مؤسسة كوريا للاستثمار بالمثل. تستثمر صناديق الثروة السيادية في جميع أنواع الشركات والأصول، بما في ذلك الشركات الناشئة مثل شاومي وشركات الطاقة المتجددة مثل بلوم للطاقة.
وفقًا لدراسة أجريت عام 2014، لم يتم إنشاء صناديق الثروة السيادية لأسباب تتعلق بتراكم الاحتياطي والتخصص في تصدير السلع. حيث يمكن فهم انتشار صناديق الثروة السيادية بشكل أفضل على أنه موضة حيث تعتبر بعض الحكومات أنه من المألوف إنشاء صناديق الثروة السيادية وتتأثر بما يفعله أقرانهم.

## الاهتمام حولها
يجذب نمو صناديق الثروة السيادية اهتمامًا وثيقًا للأسباب التالية:
- مع استمرار توسع مجمع الأصول هذا من حيث الحجم والأهمية، كذلك تأثيره المحتمل على أسواق الأصول المختلفة.
- بعض الدول مثل الولايات المتحدة التي أقرت قانون الاستثمار الأجنبي والأمن القومي لعام 2007، تشعر بالقلق من أن الاستثمار الأجنبي من قبل صناديق الثروة السيادية يثير مخاوف تتعلق بالأمن القومي لأن الغرض من الاستثمار قد يكون لتأمين السيطرة على الصناعات ذات الأهمية الاستراتيجية للسياسة بدلاً من المالية. يكسب.
- جادل وزير الخزانة الأمريكي السابق لورانس سمرز، بأن الولايات المتحدة يمكن أن تفقد سيطرتها على الأصول لصالح الصناديق الأجنبية الأكثر ثراءً والتي يؤدي ظهورها إلى "زعزعة المنطق الرأسمالي". وقد أدت هذه المخاوف بالاتحاد الأوروبي إلى إعادة النظر فيما إذا كان سيسمح لأعضائه باستخدام "الأسهم الذهبية" لمنع عمليات استحواذ أجنبية معينة.[9] تم استبعاد هذه الاستراتيجية إلى حد كبير كخيار قابل للتطبيق من قبل الاتحاد الأوروبي، خشية أن تؤدي إلى عودة ظهور الحمائية الدولية. في الولايات المتحدة، تتم معالجة هذه المخاوف من خلال تعديل Exon-Florio لقانون التجارة والتنافسية الشامل لعام 1988، Pub. رقم 100-418، §5021، 102 ستات. 1107، 1426 (مقنن بصيغته المعدلة في التطبيق 50 U.S.C. § 2170 (2000))، كما تديره لجنة الاستثمار الأجنبي في الولايات المتحدة [الإنجليزية] (CFIUS).[10]
- إن عدم كفاية شفافيتها مصدر قلق للمستثمرين والمنظمين: فعلى سبيل المثال، حجم الأموال ومصدرها وأهداف الاستثمار، والضوابط والتوازنات الداخلية، والإفصاح عن العلاقات، والممتلكات في صناديق الأسهم الخاصة.
- صناديق الثروة السيادية ليست متجانسة مثل البنوك المركزية أو صناديق التقاعد العامة.
- الافتقار إلى الشفافية وبالتالي زيادة المخاطر على النظام المالي، وربما تصبح "صناديق التحوط الجديدة".[11]

تلتزم حكومات صندوق الثروة السيادية باتباع قواعد معينة:
- قاعدة التراكم (أي جزء من الإيرادات يمكن إنفاقه / حفظه)
- قاعدة السحب (عندما تستطيع الحكومة الانسحاب من الصندوق)
- الاستثمار(حيث يمكن استثمار الإيرادات في الأصول الأجنبية أو المحلية)[12]

### الاهتمام الحكومي عام 2008
في 5 مارس 2008، قامت لجنة فرعية مشتركة تابعة لـلجنة مجلس النواب الأمريكي للخدمات المالية بتشكيل لجنة فرعية مشتركة. عقدت لجنة الخدمات المالية بمجلس النواب جلسة استماع لمناقشة دور "استثمارات الحكومة الأجنبية في الاقتصاد والقطاع المالي الأمريكي". حضر الجلسة ممثلون عن الولايات المتحدة. وزارة الخزانة، الولايات المتحدة. هيئة الأوراق المالية والبورصات، ومجلس الاحتياطي الفيدرالي، ووزارة المالية النرويجية، وشركة تيماسيك القابضة السنغافورية، ومجلس استثمار خطة المعاشات التقاعدية الكندية.
في 20 أغسطس 2008، وافقت ألمانيا على قانون يتطلب موافقة البرلمان على الاستثمارات الأجنبية التي تعرض المصالح الوطنية للخطر. وعلى وجه التحديد، فإنه يؤثر على عمليات الاستحواذ على أكثر من 25٪ من أسهم التصويت في شركة ألمانية من قبل مستثمرين غير أوروبيين - لكن وزير الاقتصاد مايكل جلوس تعهد بأن مراجعات الاستثمار ستكون "نادرة للغاية". تم تصميم هذا التشريع بشكل فضفاض على غرار تشريع مماثل من قبل اللجنة الأمريكية للاستثمارات الأجنبية. كما تعمل صناديق الثروة السيادية على زيادة إنفاقها. في الواقع، يخطط صندوق الثروة القطري لإنفاق 35 مليار دولار في الولايات المتحدة في السنوات الخمس المقبلة. ؟[وضِّح الإطار الزمني]

## أكبر صناديق الثروة السيادية
| البلد/المنطقة            | الاختصار   | اسم الصندوق الرسمي                                                 | الاصول مليار $ | التأسيس | الاصل                           |
| ------------------------ | ---------- | ------------------------------------------------------------------ | -------------- | ------- | ------------------------------- |
| فرنسا                    | CDC        | صندوق الضمان دي ديبو                                               | 1,551          | 1816    | بلا سلع تجارية                  |
| النرويج                  | GPF-G      | الصندوق التقاعدي الحكومي النرويجي                                  | 1,309.8        | 1990    | النفط والغاز                    |
| الصين                    | CIC        | مؤسسة الاستثمار الصينية                                            | 1,222.3        | 2007    | بلا سلع تجارية                  |
| الصين                    | SAFE       | إدارة الدولة للنقد الأجنبي                                         | 743            | 1997    | بلا سلع تجارية                  |
| السعودية                 | PIF        | صندوق الاستثمارات العامة                                           | 715.601        | 1971    | النفط والغاز                    |
| الإمارات العربية المتحدة | ADIA       | جهاز أبو ظبي للاستثمار                                             | 708.750        | 1967    | النفط والغاز                    |
| الكويت                   | KIA        | الهيئة العامة للاستثمار (الكويت)                                   | 708.42         | 1953    | النفط والغاز                    |
| سنغافورة                 | GIC        | جي اي سي                                                           | 690            | 1981    | بلا سلع تجارية                  |
| هونغ كونغ                | HKMA       | Exchange Fund (Hong Kong)                                          | 585.73         | 1935    | بلا سلع تجارية                  |
| سنغافورة                 | TH         | تماسيك القابضة                                                     | 496.6          | 1974    | بلا سلع تجارية                  |
| قطر                      | QIA        | جهاز قطر للاستثمار                                                 | 450            | 2005    | النفط والغاز                    |
| سنغافورة                 | CPF        | Central Provident Fund (سنغافورة ‏)                                 | 381            | 1980    | بلا سلع تجارية                  |
| كندا                     | CDPQ       | صندوق الودائع والتنسيب في كيبيك                                    | 335            | 1965    | بلا سلع تجارية                  |
| الإمارات العربية المتحدة | ICD        | مؤسسة دبي للاستثمارات الحكومية                                     | 301.68         | 2006    | النفط والغاز                    |
| تركيا                    | TWF        | صندوق الثروة السيادية التركية                                      | 294.09         | 2017    | بلا سلع تجارية                  |
| الإمارات العربية المتحدة | MIC        | شركة مبادلة للاستثمار                                              | 243            | 1984    | النفط والغاز                    |
| كوريا الجنوبية           | KIC        | شركة الاستثمار الكورية                                             | 201            | 2005    | بلا سلع تجارية                  |
| روسيا                    | NWF        | صندوق الثروة القومي الروسي                                         | 182.59         | 2008    | النفط والغاز                    |
| إستراليا                 | FF         | صندوق المستقبل الإسترالي                                           | 147.71         | 2006    | بلا سلع تجارية                  |
| الكويت                   | PIFSS      | Public Institution For Social Security Fund                        | 133.7          | 1955    | بلا سلع تجارية                  |
| فرنسا                    | BPI        | بنك الاستثمارات العامة                                             | 119            | 2008    | بلا سلع تجارية                  |
| الولايات المتحدة         | APFC       | صندوق ألاسكا الدائم                                                | 83.85          | 1976    | النفط والغاز                    |
| الإمارات العربية المتحدة | ADQ        | شركة أبوظبي التنموية القابضة                                       | 79             | 2018    | بلا سلع تجارية                  |
| الإمارات العربية المتحدة | EIA        | جهاز الإمارات للاستثمار                                            | 78             | 2007    | النفط والغاز                    |
| بروناي                   | BIA        | وكالة استثمار بروناي                                               | 71.60          | 1983    | النفط والغاز                    |
| الولايات المتحدة         | UTIMCO     | صندوق الجامعة الدائمة (تكساس)                                      | 69.21          | 1876    | حقوق ملكية الأراضي والمعادن     |
| كازاخستان                | SK         | سمروك-كازينا                                                       | 68.38          | 2008    | النفط والغاز                    |
| ليبيا                    | LIA        | المؤسسة الليبية للاستثمار                                          | 67             | 2006    | النفط والغاز                    |
| كازاخستان                | NF         | صندوق كازاخستان الوطني                                             | 55.32          | 2012    | النفط والغاز                    |
| أذربيجان                 | SOFAZ      | صندوق أذربيجان النفطي الحكومي                                      | 43             | 1999    | النفط والغاز                    |
| روسيا                    | RDIF       | صندوق الاستثمار المباشر الروسي                                     | 40             | 2011    | بلا سلع تجارية                  |
| النمسا                   | ÖBAG       | Österreichische Beteiligungs AG ‏                                   | 38.4           | 1967    | بلا سلع تجارية                  |
| ماليزيا                  | KN         | خازنة ناشيونال                                                     | 30.4           | 1993    | بلا سلع تجارية                  |
| نيوزيلندا                | NZSF       | صندوق التقاعد النيوزيلاندي                                         | 27             | 2003    | بلا سلع تجارية                  |
| الولايات المتحدة         | NMSIC      | New المكسيك State Investment Council                               | 26             | 1958    | النفط والغاز                    |
| ألمانيا                  | NWDF       | صندوق التخلص من النفايات النووية (ألمانيا)                         | 24             | 2017    | بلا سلع تجارية                  |
| إيران                    | NDFI       | صندوق التنمية الوطنية الإيراني                                     | 24             | 2011    | النفط والغاز                    |
| الولايات المتحدة         | PWMTF      | Permanent Wyoming Mineral Trust Fund                               | 23             | 1974    | المعادن                         |
| النرويج                  | GPF-N      | Government Pension Fund – النرويج                                  | 22             | 2006    | النفط والغاز                    |
| بابوا غينيا الجديدة      | PNGSWF     | Papua New Guinea Sovereign Wealth Fund                             | 22             | 2011    | النفط والغاز                    |
| البحرين                  | BMHC       | شركة ممتلكات القابضة                                               | 19             | 2006    | النفط والغاز                    |
| الولايات المتحدة         | WVFF       | صندوق غرب فرجينيا المستقبلي                                        | 0.1            | 2014    | النفط والغاز                    |
| تيمور ليشتي              | TLPF       | Timor-Leste Petroleum Fund                                         | 18             | 2005    | النفط والغاز                    |
| سلطنة عمان               | OIA        | صندوق الاحتياطي العام للدولة                                       | 17             | 1980    | النفط والغاز                    |
| كندا                     | AHSTF      | Alberta Heritage Savings Trust Fund                                | 15             | 1976    | النفط والغاز                    |
| كولومبيا                 | FAEP       | Fondo de Ahorro y Estabilización Petrolera                         | 12             | 1995    | النفط والغاز                    |
| إيرلندا                  | ISIF       | Ireland Strategic Investment Fund ‏                                 | 12             | 2014    | بلا سلع تجارية                  |
| تشيلي                    | ESSF       | Economic and Social Stabilization Fund                             | 11             | 2007    | النحاس                          |
| تشيلي                    | PRF        | Pension Reserve Fund                                               | 11             | 2006    | النحاس                          |
| الصين                    | CADF       | صندوق التنمية الصيني الإفريقي                                      | 10             | 2007    | بلا سلع تجارية                  |
| الولايات المتحدة         | NDLF       | North Dakota Legacy Fund                                           | 8.1            | 2011    | النفط والغاز                    |
| المكسيك                  | FMP        | Fondo Mexicano del Petroleo para la Estabilizacion y el Desarrollo | 7              | 2000    | النفط والغاز                    |
| ترينيداد وتوباغو         | HSF        | Heritage and Stabilization Fund                                    | 6              | 2000    | النفط والغاز                    |
| Peru                     | FSF        | Fiscal Stabilization Fund                                          | 5              | 1999    | بلا سلع تجارية                  |
| إندونيسيا                | INA        | إندونيسيا Investment Authority ‏                                    | 5.3            | 2021    | بلا سلع تجارية                  |
| انغولا                   | FSDEA      | فوندو سوبيرانو دي أنجولا                                           | 5              | 2012    | النفط والغاز                    |
| ايطاليا                  | CDP Equity | الصندوق الإستراتيجي الإيطالي                                       | 5              | 2011    | بلا سلع تجارية                  |
| الفلبين                  | MIF        | Maharlika Investment Fund                                          | 4.2            | 2001    | بلا سلع تجارية                  |
| بتسوانا                  | PF         | Pula Fund                                                          | 4              | 1994    | الماس                           |
| الهند                    | NIIF       | الصندوق الوطني للاستثمار والبنية التحتية                           | 4              | 2015    | بلا سلع تجارية                  |
| الولايات المتحدة         | ATF        | صندوق ألاباما الاستئماني                                           | 3              | 1985    | النفط والغاز                    |
| نيجيريا                  | NSIA       | هيئة الاستثمار النيجيري السيادي                                    | 2.6            | 2011    | النفط والغاز                    |
| الولايات المتحدة         | SIFTO      | Utah-SITFO                                                         | 2.5            | 1983    | حقوق ملكية الأراضي والمعادن     |
| الإمارات العربية المتحدة | RIA        | هيئة رأس الخيمة للاستثمار                                          | 2              | 2005    | النفط والغاز                    |
| الإمارات العربية المتحدة | SAM        | Sharjah Asset Management Holding                                   | 2              | 2008    | بلا سلع تجارية                  |
| الولايات المتحدة         | IEFIB      | Idaho Endowment Fund Investment Board                              | 2              | 1969    | حقوق ملكية الأراضي والمعادن     |
| الولايات المتحدة         | CSF        | صندوق أوريغون المدرسي المشترك                                      | 2              | 1859    | Lands & Mineral Royalties       |
| الكويت                   | AWQAF      | صندوق وزارة الأوقاف والشؤون الإسلامية الكويتي                      | 1.99           | 1993    | بلا سلع تجارية                  |
| بنما                     | FAP        | Fondo de Ahorro de Panama                                          | 1.4            | 2012    | بلا سلع تجارية                  |
| الولايات المتحدة         | LEQTF      | Louisiana Education Quality Trust Fund                             | 1.4            | 1986    | النفط والغاز                    |
| الولايات المتحدة         | BCPL       | Wisconsin Board of Commissioners of Public Lands                   | 1.4            | 1848    | Land, Timber and بلا سلع تجارية |
| الولايات المتحدة         | FMP        | Colorado Public School Fund Endowment Board                        | 1.2            | 2016    | Lands and المعادن Royalties     |
| فيتنام                   | SCIC       | ستيت كابيتال إنفستمنت كوربوريشن                                    | 1.2            | 2006    | بلا سلع تجارية                  |
| الغابون                  | FGIS       | Fonds Gabonais d'Investissements Strategiques                      | 1.0            | 2012    | النفط والغاز                    |
| فلسطين                   | PIF        | صندوق الاستثمار الفلسطيني                                          | 1.0            | 2003    | بلا سلع تجارية                  |
| غانا                     | GPF        | Ghana Petroleum Funds                                              | 0.9            | 2011    | النفط والغاز                    |
| إستراليا                 | WAFF       | Western Australian Future Fund                                     | 0.8            | 2012    | المعادن                         |
| مصر                      | SFE        | صندوق مصر السيادي                                                  | 0.6            | 2018    | بلا سلع تجارية                  |
| تركمانستان               | TSF        | Turkmenistan Stabilization Fund                                    | 0.5            | 2008    | النفط والغاز                    |
| بوليفيا                  | FINPRO     | Fondo para la Revolución Industrial Productiva                     | 0.4            | 2015    | بلا سلع تجارية                  |
| Kiribati                 | RERF       | Revenue Equalization Reserve Fund                                  | 0.4            | 1956    | الفوسفات                        |
| Equatorial Guinea        | FRGF       | Fonds de Réserves pour Générations Futures                         | 0.2            | 2002    | النفط والغاز                    |
| رواندا                   | AGDF       | Agaciro Development Fund                                           | 0.2            | 2012    | بلا سلع تجارية                  |
| موريتانيا                | NFHR       | National Fund for Hydrocarbon Reserves                             | 0.1            | 2006    | النفط والغاز                    |
| منغوليا                  | FHF        | Future Heritage Fund                                               | 0.1            | 2011    | المعادن                         |
| نيجيريا                  | BDIC       | Bayelsa Development and Investment Corporation                     | 0.1            | 2012    | بلا سلع تجارية                  |
| السنغال                  | FONSIS     | Fonds Souverain d'Investissement Strategiques                      | 0.1            | 2012    | بلا سلع تجارية                  |

## انظر ايضاً
- نظام مالي عالمي
- الصندوق التقاعدي الحكومي النرويجي
- إدارة الاستثمار
- قائمة الدول حسب إجمالي الثروة
- مبادئ سانتياغو